# 沢の井酒造
沢の井酒造株式会社（さわのいしゅぞう）はかつて兵庫県神戸市にあった酒造会社。
1965年（昭和40年）創業。銘柄は清酒『花川』。かつての灘五郷の御影郷（現・神戸市東灘区御影石町）に所在した。なお御影郷ではなく西郷の酒蔵として捉えることもある。1995年（平成7年）の阪神・淡路大震災で被災。新たに本社工場を建て直して営業を行なっていたが、その後廃業している。